# Willy Deweert

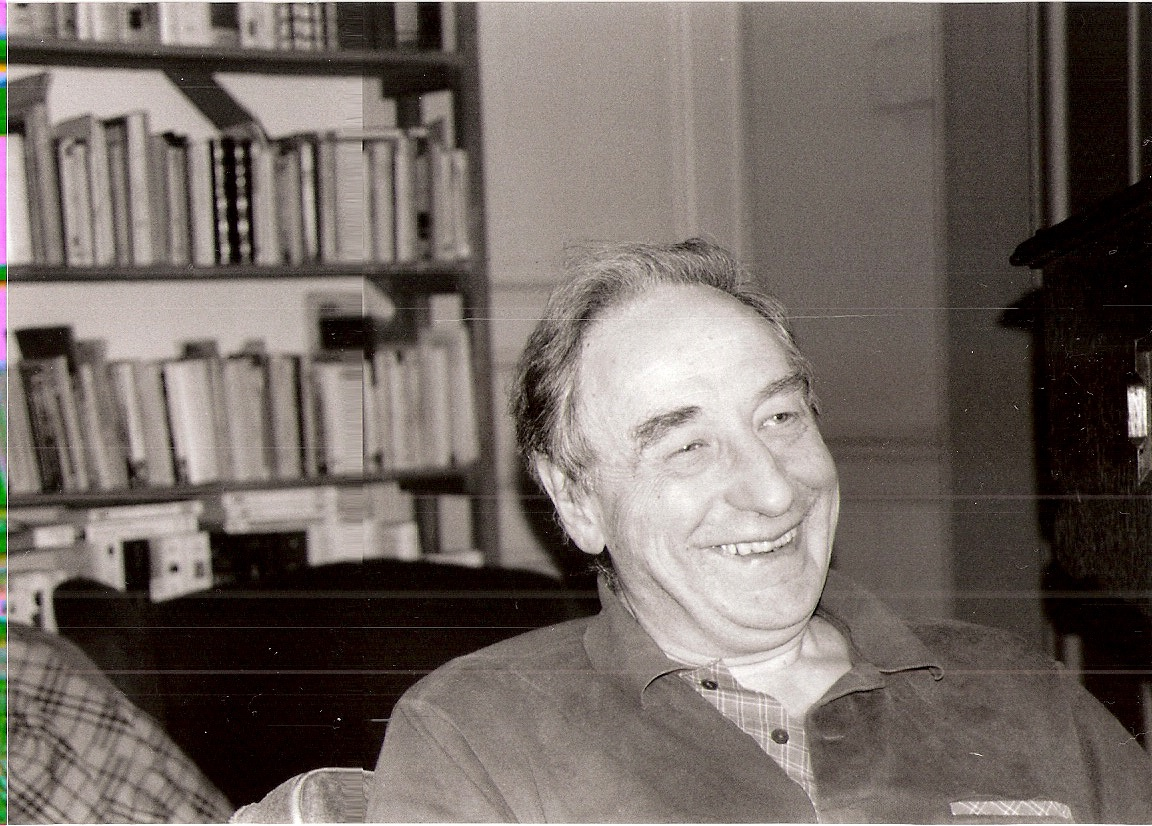
Willy Deweert en 1999

Willy Deweert, né le 15 juillet 1936 à Bruxelles et décédé le 3 août 2016 à Han-sur-Lesse (Belgique)[réf. nécessaire] est un professeur et romancier belge. Il enseigna la classe terminale au Collège Saint-François à Marche-en-Famenne et au Collège Saint-Michel à Bruxelles.
Deweert est l'auteur de polars mystiques publiés d'abord chez Desclée De Brouwer (Les Allumettes de la sacristie 1998, Mystalogia 2000, Le Prix Atlantis 2001), ensuite coédité par Mols/DDB (Le Manuscrit de Sainte-Catherine 2010, Le Maître de la vigne 2011).
Le 'polar mystique' prétend se distinguer de la science-fiction, de l'ésotérisme, ou du fantastique de nature spirituelle. Il s'agit d'une quête particulièrement périlleuse dont le ou les héros sont inspirés par Dieu et dont le but est à la fois de délasser le lecteur tout en l'amenant à se poser des questions existentielles. 
Il publie en 2012 chez DDB/Mols un essai prophétique, Indécence, qui dénonce sans concession les graves dysfonctionnements de notre société. Il est urgent de prendre conscience du désastre annoncé. Urgent de préparer la jeunesse à affronter un monde très différent du nôtre. Il leur faudra beaucoup de courage et d'espérance pour permettre à notre monde de survivre. 
Son livre Le manuscrit de Sainte Catherine a été traduit en Italien. en 2011.

## Sources
- Télévesdre, émission du 27 février 2012, l'Album : Willy Deweert, écrivain
- Fréquence Terre, émission du 17 mars 2012, Indécence de Willy Deweert.